# Szlak Borów Goleniowskich
 Szlak Borów Goleniowskich, zielony szlak turystyki pieszej, utworzony przez PTTK, długość 17,1 km, w całości przebiega przez gminę Goleniów w województwie zachodniopomorskim.
Szlak rozpoczyna się przy dworcu PKP w Goleniowie i biegnie ulicami: Konstytucji 3 Maja, gen. Władysława Andersa i Stefana Żeromskiego (dzielnica Krzewno). Przecina tory kolejowe prowadzące do Szczecina i wkracza w tereny leśne Puszczy Goleniowskiej. Szlak biegnie wśród borów sosnowych i lasów mieszanych (domieszka głównie brzozy i dębu). Są to lasy eksploatowane, nie ma tutaj rezerwatów przyrody. Trasa mija śródleśną stadninę koni i skręca w lewo. Dalej biegnie wzdłuż lasu i doliny Iny. Na szlaku znajduje się wzgórze Góra Lotnika o wysokości ok. 30 m n.p.m. Do kolejnych ciekawych obiektów należy cmentarz na terenie nieistniejącej wsi Pątlica i leśniczówka w Łęsku, w której znajduje się niewielki ośrodek wypoczynkowy dla myśliwych i innych turystów. Na skrzyżowaniu z drogą asfaltową Stawno - Kliniska Wielkie skręca w prawo i przez ok. 3 km biegnie szosą. Następnie ponownie skręca w lasy sosnowe Puszczy Goleniowskiej i ok. 0,5 km od drogi krajowej nr 3 kieruje się dalej w lewo, dochodząc do miejscowości Kliniska Wielkie, tam, przy Ośrodku Edukacji Przyrodniczej i Leśnej i pomnikowej lipie "Annie" spotyka się z niebieskim Szlakiem Anny Jagiellonki. Następnie przekracza drogę krajową nr 3 i 6 i kończy się przy stacji PKP w Kliniskach (ul. Piastowska). 
Trasa jest polecana jako piesza lub rowerowa. Dla turystów rowerowych utrudnieniem mogą być piaszczyste drogi śródleśne. Droga jest dobrze oznakowana. Jej fragmenty stanowią również fragmenty różnych ścieżek rowerowych gminy Goleniów.
Miejscowości przy szlaku: Goleniów, Krzewno, Łęsko, Pucko, Kliniska Wielkie